# 寧巴斯山
79°35′S 82°50′W / 79.583°S 82.833°W
寧巴斯山是南極洲的山峰，位於埃爾斯沃思地，處於先驅高地的東南部，屬於埃爾斯沃思山脈中赫里蒂奇嶺的一部分，全長約26公里，根據美國地質調查局的測量和美國海軍的空中照片被繪入地圖。